# فرگشت موزاییکی
فرگشت موزاییکی (به انگلیسی: Mosaic evolution) (یا فرگشت مدولار)، مفهومی عمدتاً از دیرینه‌شناسی است که تغییرهای فرگشتی در برخی از بخش‌ها یا سیستم‌های بدن بدون تغییرهای همزمان در بخش‌های دیگر رخ می‌دهد. تعریف دیگر «فرگشت شخصیت‌ها با شتاب مختلف در درون و بیرون گونه‌ها» است. جایگاه آن در نظریه فرگشتی در قالب روندهای بلندمدت یا فرگشت کلان است.